# 永嶋恵美
永嶋 恵美（ながしま えみ、1964年8月26日 -  、女性）は、小説家。福岡県出身。広島大学文学部哲学科卒。別名義、映島巡（えいしま じゅん）。

## 略歴
1994年、「ZERO」で第4回ジャンプ小説・ノンフィクション大賞受賞。「永嶋恵美」名義でサスペンス小説などを手がける一方、「映島巡」名義でゲームノベライズ、漫画原作などの活動を行う。
2016年、「ババ抜き」（『アンソロジー 捨てる』収録）で第69回日本推理作家協会賞短編部門受賞。

## ミステリ・ランキング
- 週刊文春ミステリーベスト10
  - 2024年 - 『檜垣澤家の炎上』4位

- このミステリーがすごい!
  - 2025年 - 『檜垣澤家の炎上』3位

- ミステリが読みたい!
  - 2024年 - 『檜垣澤家の炎上』4位

## 作品リスト

### 永嶋恵美名義

#### 泥棒猫ヒナコの事件簿シリーズ
- 泥棒猫ヒナコの事件簿 あなたの恋人、強奪します。（2010年11月 徳間文庫 / 2017年6月 徳間文庫【新装版】）
- 泥棒猫ヒナコの事件簿 別れの夜には猫がいる。（2011年8月 徳間文庫 / 2017年7月 徳間文庫【新装版】）
- 泥棒猫ヒナコの事件簿 泥棒猫リターンズ（2019年11月 徳間文庫）

#### シリーズ外
- せん-さく（2000年9月 幻冬舎 / 2009年10月 幻冬舎文庫）
- 彼方（ニライカナイ）（2003年9月 双葉社）
  - 【改題・大幅加筆修正】記憶―ニライカナイより（2011年1月 双葉文庫）
- 転落（2004年7月 講談社 / 2009年4月 講談社文庫）
- 一週間のしごと（2005年11月 東京創元社 / 2018年11月 創元推理文庫）
- 白銀の鉄路 会津‐奥只見追跡行（2006年12月 祥伝社文庫）
- 災厄（2007年11月 講談社 / 2010年10月 講談社文庫）
- 明日の話はしない（2008年10月 幻冬舎 / 2011年10月 幻冬舎文庫）
- w-二つの夏（2010年2月 講談社）
  - 【改題】擬態（2012年8月 講談社文庫）
- インターフォン（2010年10月 幻冬舎文庫）
  - 収録作品：インターフォン / 妹 / 隣人 / 団地妻 / 非常階段 / 追い剥ぎ / 梅見月 / 小火 / 花笑み / 迷子
- 廃工場のティンカー・ベル（2012年5月 講談社）
  - 収録作品：廃工場のティンカー・ベル / 廃線跡と眠る猫 / 廃校ラビリンス / 廃園に薔薇の花咲く / 廃村の放課後 / 廃道同窓会
- 視線（2012年8月 光文社 / 2015年1月 光文社文庫）
- なぜ猫は旅をするのか？（2013年2月 双葉社 / 2016年1月 双葉文庫）
- ベストフレンズ（2014年7月 光文社文庫）
- 檜垣澤家の炎上（2024年7月 新潮文庫）

#### アンソロジー
「」内が永嶋恵美の作品
- 日本の作家60人 太鼓判！のお取り寄せ（2011年6月 講談社）※エッセイアンソロジー「ダウロ・アンポルダ エキストラバージンオリーブオイル」
- アンソロジー 捨てる（2015年11月 文藝春秋 / 2018年10月 文春文庫）「ババ抜き」
- ザ・ベストミステリーズ 2016 推理小説年鑑（2016年5月 講談社）「ババ抜き」
  - 【再編集・改題】ベスト8ミステリーズ2015（2019年4月 講談社文庫）
- 毒殺協奏曲（2016年6月 原書房 / 2019年1月 PHP文芸文庫）「伴奏者」
- アンソロジー 隠す（2017年2月 文藝春秋 / 2019年11月 文春文庫）「自宅警備員の憂鬱」
- 惑―まどう― アンソロジー（2017年7月 新潮社 / 2022年2月 実業之日本社文庫）「太陽と月が星になる」
- 推理作家謎友録 日本推理作家協会70周年記念エッセイ（2017年8月 角川文庫）※エッセイアンソロジー「飯テロ・ミステリとアミの会（仮）」
- 怪を編む ショートショート・アンソロジー（2018年4月 光文社文庫）「あなたが好きだから」
- アンソロジー 初恋（2019年12月 実業之日本社文庫）「アルテリーベ」
- 11の秘密 ラスト・メッセージ（2021年12月 ポプラ社）「キノコ煙突と港の絵」
- おいしい旅 初めて編（2022年7月 角川文庫）「地の果ては、隣」
- ここだけのお金の使いかた（2022年12月 中公文庫）「廃課金兵は買い物依存症の夢を見るか？」
- キッチンつれづれ（2024年5月 光文社文庫）「お姉ちゃんの実験室」

### 映島巡名義
- ZERO 1996年 集英社 ISBN 9784087030501（第4回ジャンプ小説・ノンフィクション大賞受賞）
- MIND ASSASSIN（小説化）1996年 - 1999年 集英社 全3巻
- ソムリエ 1998年 集英社 ISBN 9784086090698 -  ソムリエ（小説化）
- オデュッセイア 紅衣英雄譚異聞 1999年 集英社 ISBN 9784087030884
- 曠野の舞姫 2001年 スクウェア・エニックス ISBN 9784757504059
- ダミーフェイス 2001年 KADOKAWA ISBN 9784044268015
- ドラッグオンドラグーン（小説化）
  - ドラッグオンドラグーン ストーリーサイド 2003年 エニックス ISBN 9784757510869
- ドラッグオンドラグーン2 封印の紅、背徳の黒（小説化）
  - ドラッグオン ドラグーン2 封印の紅、背徳の黒 OFFICIAL STORY SIDE 2005年 スクウェア・エニックス ISBN 9784757515468
- ドラッグオンドラグーン3（小説化、漫画原作、漫画脚本）
  - ドラッグオンドラグーン3 ストーリーサイド 2014年 スクウェア・エニックス ISBN 9784757544079
  - DRAG-ON DRAGOON 死ニ至ル赤（漫画原作）
  - どらっぐ おん どらぐーん ウタヒメファイブ（漫画脚本）
- 鋼の錬金術師2 赤きエリクシルの悪魔（小説化）
  - 鋼の錬金術師2 赤きエリクシルの悪魔 2004年 スクウェア・エニックス ISBN 9784757513457
- 鋼の錬金術師3 神を継ぐ少女（小説化）
  - 鋼の錬金術師3 神を継ぐ少女 2005年 スクウェア・エニックス ISBN 9784757515703
- ドラゴンクエスト列伝 ロトの紋章 〜紋章を継ぐ者達へ〜（漫画原作）
- アイシールド21 （小説化）
  - アイシールド21 熱闘のハンドレッドゲーム! 2006年 集英社 ISBN 9784087031577
- ファイナルファンタジーXIII（公式小説執筆）
  - FINAL FANTASY XIII Episode Zero -Promise- 2009年 スクウェア・エニックス ISBN 9784757527706
- ファイナルファンタジーXIII-2（ストーリー協力、公式小説執筆）
  - FINAL FANTASY XIII-2 Fragments Before 2011年 スクウェア・エニックス ISBN 9784757534667
  - FINAL FANTASY XIII-2 Fragments After 2012年 スクウェア・エニックス ISBN 9784757536500
- ファイナルファンタジーXV -ザ ドーン オブ ザ フューチャー-（小説。原案：FFXV開発チーム）
  - FINAL FANTASY XV -The Dawn Of The Future- 2019年 スクウェア・エニックス ISBN 9784757561083
- 戦国BASARA （小説化）
  - 戦国BASARA3 片倉小十郎の章 2013年 講談社 ISBN 9784062838603
  - 戦国BASARA3 伊達政宗の章 片倉小十郎の章 2016年 講談社 ISBN 9784062934169
- ニーア オートマタ （小説化）
  - NieR:Automata 長イ話 2017年 スクウェア・エニックス ISBN 9784757554368
  - NieR:Automata 短イ話 2017年 スクウェア・エニックス ISBN 9784757554948
  - NieR:Automata 少年ヨルハ 2018年 スクウェア・エニックス ISBN 9784757557390
- ニーア ゲシュタルト/レプリカント （小説化）
  - NieR Replicant《ゲシュタルト計画回想録》File01 2021年 スクウェア・エニックス ISBN 9784757573413
  - NieR Replicant《ゲシュタルト計画回想録》File02 2021年 スクウェア・エニックス ISBN 9784757573420
- ニーア リィンカーネーション（小説化）
  - NieR Re[in]carnation 少女と怪物 2022年 スクウェア・エニックス ISBN 9784757578555
- SINoALICE -シノアリス-（小説化）
  - SINoALICE -黒ノ寓話-  2020年 スクウェア・エニックス ISBN 9784757564107

## 映像化作品

### テレビドラマ
- あなたの恋人、強奪します。（2024年4月14日 - 6月16日、全10話、朝日放送テレビ・テレビ朝日「ドラマL」枠、主演：武田玲奈、原作：「泥棒猫ヒナコの事件簿」シリーズ）[3]